# Pusiola celida
Pusiola celida är en fjärilsart som beskrevs av George Thomas Bethune-Baker 1911. Pusiola celida ingår i släktet Pusiola och familjen björnspinnare. Inga underarter finns listade.